# 오은정
오은정(본명: 오애자, 1954년~)은 대한민국의 가수이다.

## 데뷔
- 1986년 노래 "여자의 마음 / 당신뿐이야"

## 음반
- 1986년 여자의 마음 / 당신뿐이야
- 1987년 미련 두고 가지 마세요
- 1988년 둥지
- 1989년 애원 / 들꽃
- 1990년 왜 왜 왜 / 미쳐 몰랐네
- 1992년 남자는 바람 / 당신의 뒷모습
- 1993년 가평 아가씨
- 1996년 빙빙돌꺼야 / 다시
- 1997년 골든베스트
- 1998년 골든특집
- 1999년 울산 아리랑 / 안아주세요
- 2005년 사랑할 수 밖에 없는 당신
- 2009년 절로 저절로 / 서울 아가씨
- 2016년 삼각산 연가 / 보름달 사랑